# Leobalde
Leobalde o San Cristobo de Leobalde (llamada oficialmente San Cristovo de Leobalde) es una parroquia española del municipio de Tordoya, en la provincia de La Coruña, Galicia.

## Entidades de población
Entidades de población que forman parte de la parroquia:
- Abongo
- Méixome
- Paradela

## Demografía
| Gráfica de evolución demográfica de Leobalde entre 2000 y 2019 |
|                                                                |
| Datos según el nomenclátor publicado por el INE.               |